# Yarowilca
Yarowilca is een provincie in de regio Huánuco in Peru. De provincie heeft een oppervlakte van 760 km² en telt 33.235 inwoners (2015). De hoofdplaats van de provincie is het district Chavinillo.

## Bestuurlijke indeling
De provincie Yarowilca is verdeeld in acht districten, UBIGEO tussen haakjes:
- (101104) Aparicio Pomares
- (101102) Cahuac
- (101103) Chacabamba
- (101101) Chavinillo, hoofdplaats van de provincie
- (101108) Choras
- (101105) Jacas Chico
- (101106) Obas
- (101107) Pampamarca

Ambo · Dos de Mayo · Huacaybamba · Huamalíes · Huánuco · Lauricocha · Leoncio Prado · Marañón · Pachitea · Puerto Inca · Yarowilca